# Юго-Запад (организованная преступная группировка)
Организованная преступная группировка «Юго-Запад» — мощная ОПГ, более 15 лет действовавшая в Саранске и Республике Мордовия.

## История создания
В конце 1980-х годов в Саранске на территории Ленинского района (называемом местными жителями «Юго-Запад») действовали преступная группировка «Мыкинцы», возглавляемая братьями Сергеем и Вячеславом Горемыкиными, и ОПГ «Щукари», названная по фамилии её руководителя Юрия Щукина. В 1989 году эти две группировки объединились в одну ОПГ, которая получила название «Юго-Запад», по месту жительства основной части её участников. Позже братья Горемыкины были осуждены за организацию убийства. С середины 1990-х годов руководителями ОПГ стали некие Сергей Коннов и Алексей Блохин. Через какое-то время в группировку вступил её будущий лидер Вячеслав Печников. Он был известен своей жестокостью и фанатичной преданностью. Много раз Печникова задерживали сотрудники правоохранительных органов, однако доказать его причастность к преступлениям не удавалось. Довольно быстро Печников стал одним из лидеров «Юго-Запада». В свою очередь, Сергей Горемыкин 13 января 1998 года был убит из двух пистолетов в Саранске на улице Олега Кошевого, а Вячеслава Горемыкина убили в Саранске 20 июня 2000 года.

## Деятельность ОПГ
В середине 1990-х годов в Саранске действовали четыре влиятельные ОПГ — «Юго-Запад», «Светотехстрой», «Химмаш» и «Мордовская ОПГ», поделившие город на сферы влияния. Между этими группировками часто происходили криминальные разборки, не редкостью были и заказные убийства участников враждебных ОПГ. Иногда жертвами бандитов становились случайные люди.
Группировка «Юго-Запад» отличалась жестокостью. Так, однажды бандиты похитили участника ОПГ «Центр», несколько дней его избивали и пытали (позже он был освобожден милицией). Тех, кто хотел выйти из группировки, «юго-западные» также избивали и вымогали у них деньги. В «Юго-Западе» существовала специально созданная группа киллеров численностью до шести человек. Их задачей было устранение участников вражеских группировок и нападение на людей. Причём за свою «работу» киллеры получали весьма небольшие суммы.
Группировка «Юго-Запад» была разделена на отдельные «бригады», которые действовали не только в Саранске, но и в районах Мордовии. Основной деятельностью ОПГ было вымогательство денег у коммерсантов. Многие потерпевшие боялись обращаться в правоохранительные органы. Своим жертвам бандиты угрожали расправой, иногда поджигали имущество тех, кто не желал им подчиняться. Один из предпринимателей вскоре после «разговора» с бандитами умер от сердечного приступа, после чего его гражданская жена и компаньон по бизнесу была вынуждена платить «Юго-Западу» деньги в течение почти 12 лет. Всего же группировке платили десятки предпринимателей в Саранске и многих районах республики.
Кроме вымогательств, деятельность ОПГ включала в себя и разбойные нападения. Так, однажды трое участников ОПГ с целью ограбления напали на человека на улице и стали его избивать. Заметивший это прохожий — боксер Евгений Киселев — бросился к жертве на помощь и избил всех троих бандитов. Позже участники группировки похитили Киселева, вывезли его в лес и убили.

## Внутренний конфликт
В начале 2002 года начался конфликт между Блохиным и Конновым, что положило начало войне между лидерами ОПГ. С этого времени «Юго-Запад» фактически разделился на враждующие между собой группировки. Их лидеры Печников и Коннов переехали жить в Москву, а Блохин — в Санкт-Петербург, причём трое лидеров продолжали управлять своими группировками в Саранске, подконтрольные предприниматели продолжали платить «Юго-Западу». Результатом этой междоусобицы стало более 20 убитых и раненых участников «Юго-Запада».
15 января 2003 года Блохин был убит, это убийство не было раскрыто. Часть подчиненных Блохина перешла в группировки Печникова и Коннова. В том же году двое киллеров группировки были убиты, еще один задержан. А в мае 2005 года скрывающийся в Москве Коннов пропал без вести и позже был объявлен в розыск. В «Юго-Западе» не осталось более влиятельных руководителей, чем Печников.
12 сентября 2005 киллеры «Юго-Запада» Егоров и Гераськин убили директора завода «Ромодановсахар» Федора Катаева. Убив руководителя предприятия, лидеры ОПГ рассчитывали установить контроль над заводом. Это было самое громкое преступление группировки, вызвавшее большой резонанс в Мордовии. Печников был объявлен в федеральный розыск.

## Аресты, следствие и суд
В 2006 году были задержаны Печников и один из «бригадиров» группировки Михаил Аникин. После этого были арестованы многие другие участники ОПГ. В мае 2008 года был задержан Сергей Фирстов, сменивший Печникова на «посту» руководителя «Юго-Запада».
Летом 2008 года суд приговорил Печникова к 11 годам заключения, Михаила Аникина — к 3,5 годам, еще нескольких участников ОПГ — к различным срокам заключения.
В феврале 2010 года в Москве были задержаны участники группировки Камарин, Давыдов и Гераськин. В июле 2011 года суд присяжных приговорил 13 участников ОПГ к тюремным срокам от 5,5 до 15 лет, а Печникова — к 16 годам заключения.
25 апреля 2013 года Верховный суд Республики Мордовия вынес приговор семерым «юго-западным». Шестеро участников группировки были признаны виновными в убийстве Федора Катаева, в покушении на нескольких человек и приговорены к срокам от 3 лет 1 месяца до 15 лет заключения. Печникова, путём частичного сложения всех сроков наказания, приговорили к 20 годам заключения.
В ноябре 2023 года стало известно, что Владислав Печников, отбывавший наказание в Омской области, был освобождён из-под стражи и отправился в зону боевых действий на Украину, подписав контракт с Министерством обороны РФ.
По последним данным выше упомянутый Владислав Печников подписавший контракт с Министерством обороны и к слову награжденный  указом президента от 15 февраля 2024 года медалью Жукова числится пропавшим безвести ориентировочно с середины июля 2024 года Владислав Печников￼  с позывным Алтай не выходит на связь и о его судьбе ничего не известно.